# Uniwersytet w Pireusie
Uniwersytet w Pireusie (gr. Πανεπιστήμιο Πειραιώς) – grecka publiczna szkoła wyższa funkcjonująca w Pireusie.
Uczelnia została założona w 1938 roku przez Stowarzyszenie Przemysłowców i Rzemieślników jako Szkoła Studiów Przemysłowych. W 1945 roku została przemianowana na Wyższą Szkołę Studiów Przemysłowych. Od 1966 roku szkoła ma charakter podmiotu publicznego. W czerwcu 1989 roku szkoła zyskała status uniwersytetu oraz obecną nazwę.

## Struktura organizacyjna
W skład uczelni wchodzą następujące jednostki organizacyjne:
- Szkoła Ekonomii, Biznesu i Studiów Międzynarodowych
- Szkoła Finansów i Statystyki
- Szkoła Technologii Informacyjnych i Komunikacyjnych
- Szkoła Studiów Marynistycznych i Przemysłowych
- Centrum Badawcze.